# Calanque de l'Oule
Pour les articles homonymes, voir Oule.
La calanque de l'Oule est une des nombreuses calanques des côtes entre Marseille et Cassis.
Elle est située à l'extrémité sud-est du 9e arrondissement de Marseille, dans le quartier officiel de Vaufrèges, entre la calanque du Devenson à l'ouest et la calanque d'En-Vau à l'est. 
Son nom vient du provençal oulo qui signifie « marmite » ou « chaudron ». En effet, très encaissée entre des falaises qui peuvent atteindre 70 mètres de hauteur, elle n'est accessible que par voie maritime ou en descente en rappel. Elle est surplombée par la falaise du Belvédère qui comprend la voie d'escalade les « Futurs Croulants »,. Une grotte semi immergée à son pied est un site de plongée possible.

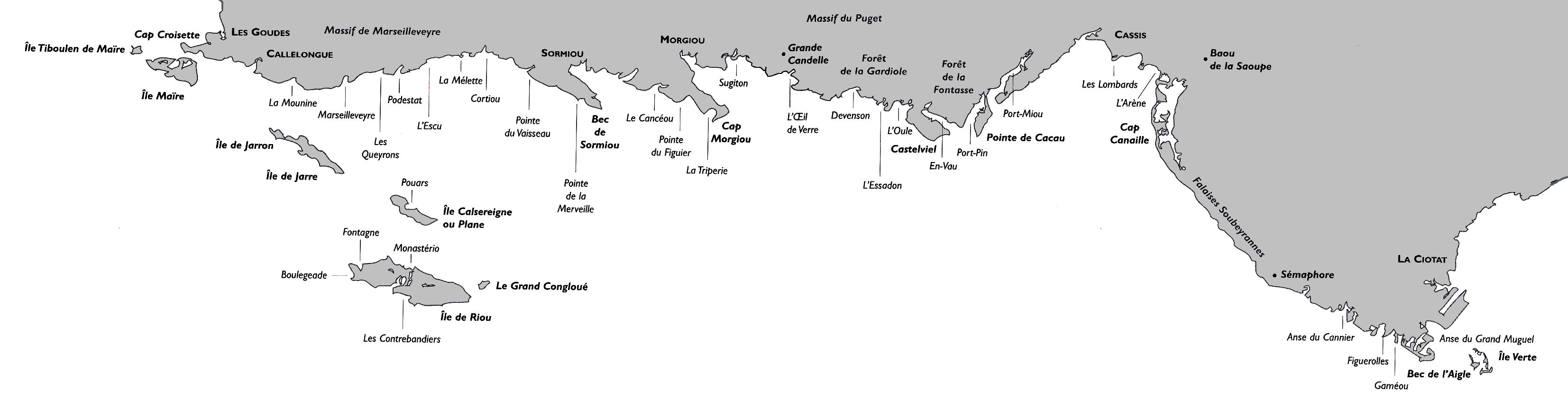
Les calanques